# Inostemma galatea
Inostemma galatea är en stekelart som beskrevs av Mikhail Vasilievich Kozlov 1974. Inostemma galatea ingår i släktet Inostemma och familjen gallmyggesteklar. Inga underarter finns listade i Catalogue of Life.